# Mollinedia glaziovii
Mollinedia glaziovii är en tvåhjärtbladig växtart som beskrevs av Janet Russell Perkins. Mollinedia glaziovii ingår i släktet Mollinedia och familjen Monimiaceae. Inga underarter finns listade i Catalogue of Life.